# 宰学明
宰学明（1963年11月—），男，安徽天长人，大学学历，中华人民共和国地方政治人物。

## 生平
1986年7月参加工作，1995年9月加入中国共产党。1982年9月至1986年7月，在安徽师范大学中文系汉语言文学专业学习。1986年7月至1990年11月，任滁州中学教师。1990年11月至1993年11月，任滁州日报社编辑。1993年11月至1996年10月，任安徽日报社记者部驻滁州记者站记者。1996年10月进入安徽省委办公厅工作，历任安徽省委办公厅秘书室科员、主任科员、副主任，安徽省委办公厅总值班室主任，安徽省委办公厅信息处处长。
2010年11月，任安徽省纪委派驻安徽省文化厅纪检组组长、党组成员。2013年8月，任黄山市副市长、党组成员。2014年9月，任淮北市委常委、市纪委书记。2020年5月，任安徽省纪委监委驻安徽省委宣传部纪检监察组组长。
是安徽省第十三届人民代表大会代表。